# Вутон, Барбара
Баронесса Барбара Фрэнсис Вутон (англ. Barbara Wootton, Baroness Wootton of Abinger; 14 апреля 1897, Кембридж, Англия — 11 июля 1988, Суррей, Англия) — английский социолог, экономист, криминолог и политик. Первая из четырех женщин, получивших пожизненное пэрство. Член Палаты лордов Соединенного Королевства.

## Биография
Родилась 14 апреля 1897 года в Кембридже, училась в частной женской школе.
В 1915—1919 годах изучала классическую литературу и экономику в Гиртонском колледже в Кембриджшире.
В 1917 году вышла замуж за Джон (Джека) Вутона (англ. John (Jack) Wootton), умершего через неделю после свадьбы от последствий ранения во время Первой мировой войны. Во второй раз вышла замуж за Джорджа Райта (англ. George Wright) в 1934 году, прожив с ним до его смерти в 1964 году.
В конце 1930-х годов являлась членом «Федерального союза» (англ. Federal Union), организации, ставившей своей целью создание федеративного союза государств в поствоенной Европе. Представляла эту организацию во время исторических дебатов с Эдгаром Хардкаслом (англ. Edgar Richard „Hardy“ Hardcastle), представителем Социалистической партии Великобритании (англ. Socialist Party of Great Britain (SPGB)). Позднее речь Вутон была опубликована в виде памфлета.
С 1927 года — участница и руководительница многих социологических комиссий, в том числе Королевских. C 1948 — профессор социологии в Бедфордском колледже Лондонского университета.
В 1952 году получила исследовательский грант от фонда Нуффилда.
Автор нескольких книг по экономике и социологии, в том числе работы «Testament for Social Science» (1956), в которой впервые была сделана попытка установить связь между социологией и естественными науками.
В 1969 году избрана почётным членом Гиртоновского колледжа, в 1977 году — удостоена рыцарского Ордена Кавалеров Чести. В 1985 году Кембриджским университетом Барбара Вутон была удостоена звания почётного доктора Honoris causa.
В 1984 году выбрана одной из шести женщин для цикла «Женщины нашего века» телеканала «BBC Two».
Член Лондонского магистрата.
11 июля 1988 года Барбара Вутон в возрасте 91 года умерла в доме для престарелых в графстве Суррей в Англии.

## Вутонский отчет
В 1968 году баронесса Вутон возглавила комиссию по марихуане, созванную министром внутренних дел Великобритании Роем Дженкинсом, который ранее внёс большой вклад в проведение либеральных реформ, связанных с гомосексуальностью, смертной казнью и абортами.
С апреля по июль 1968 состоялось 17 заседаний комиссии, на которых были заслушаны свидетели (представитель движения антипсихиатрии Р. Д. Лэйнг, его коллега Джозеф Берк, д-р Сэм Хатт (гинеколог, выписывавший «легальный каннабис») и Стив Абрамс, организатор S.О. М.А — Society of Mental Awareness, первой английской организации, выступавшей за легализацию).
Доклад комиссии был представлен парламенту 7 января 1969 года, он содержал 32 страницы. Комиссия пришла к выводу, что конопля не провоцирует насилие и не порождает наркоманов. Она указала, что популистский подход к проблеме далеко не нов: в былые времена примерно в тех же терминах критиковали чай и кофе, алкоголь и табак. Особенно важен параграф 29: «Рассмотрев все материалы, поступившие в наше распоряжение, мы согласились с выводом индийской комиссии по конопляным наркотикам: долговременное употребление конопли в умеренных дозах не оказывает вредного воздействия».
Комиссия призвала к более детальному исследованию всех типов конопли и «учёту реалий её потребления при изменении законов, связанных с коноплёй». Предлагать изменения в законодательстве комиссия не была уполномочена. Однако ко времени, когда она закончила работу, в Англии сменился министр внутренних дел. Новый министр, Джеймс Каллаган, отрицательно относился к Вутон, называл её комиссию «конопляным лобби» и даже попытался запретить публикацию доклада. Ни о каких изменениях в законодательстве при этом речи быть не могло.
Тем не менее в новом «Акте о злоупотреблении наркотиками» (Abuse of Dangerous Drugs Act, 1971) наказания за хранение марихуаны были урезаны наполовину. В 1973 году Лорд Главный судья заявил на конференции членов магистратов, что к конопле следует относиться «с определённой умеренностью».